# محمد المعاضيد
محمد غانم العلي المعاضيد هو طبيب وكاتب وضابط جيش متقاعد قطري. عُني بالطب الرياضي، صار في سنة 2005 نائبًا لرئيس جمعية الهلال الأحمر القطري، كما صار سنة 2009 نائبًا لرئيس الحركة الدولية للصليب الأحمر والهلال الأحمر، ونال في سنة 2010 عضوية اللجنة الطبية للاتحاد الدولي لكرة القدم (الفيفا).

## تعليمه
تخرج المعاضيد في كلية الجراحين الملكية في العاصمة الأيرلندية دبلن سنة 1987، ثم حصل على درجة الماجستير في علم الوبائيات من جامعة ويلز سنة 1992، ثم درجة الدكتوراه من الجامعة ذاتها سنة 1996.